# اچ‌ام‌اس بوتیشام (ام۲۶۱۱)
اچ‌ام‌اس بوتیشام (ام۲۶۱۱) (به انگلیسی: HMS Bottisham (M2611)) یک کشتی بود که طول آن ۱۰۰ فوت (۳۰ متر) بود. این کشتی در سال ۱۹۵۳ ساخته شد.